# Gaila González López
Gaila Ceneida González López (ur. 25 czerwca 1996) – dominikańska siatkarka, reprezentantka kraju, grająca na pozycji atakującej. 

## Sukcesy klubowe
Puchar Challenge:
- 2019

Superpuchar Rosji:
- 2022

## Sukcesy reprezentacyjne
Mistrzostwa Ameryki Północnej, Środkowej i Karaibów Juniorek:
- 2014

Puchar Panamerykański U-23:
- 2014, 2016, 2018

Puchar Panamerykański Juniorek:
- 2015

Mistrzostwa Świata U-23:
- 2015

Mistrzostwa Świata Juniorek:
- 2015

Mistrzostwa Ameryki Północnej, Środkowej i Karaibów:
- 2019, 2021, 2023[4]
- 2015

Puchar Panamerykański:
- 2021, 2022[5]
- 2017, 2018, 2019

Igrzyska Panamerykańskie:
- 2019, 2023[6]

## Nagrody indywidualne
- 2014: Najlepsza atakująca Mistrzostw Ameryki Północnej, Środkowej i Karaibów Juniorek
- 2015: MVP Pucharu Panamerykańskiego Juniorek
- 2018: MVP i najlepsza atakująca Pucharu Panamerykańskiego U-23
- 2021: MVP, najlepsza atakująca i punktująca Mistrzostw Ameryki Północnej, Środkowej i Karaibów
- 2021: Najlepsza zagrywająca Pucharu Panamerykańskiego